# 銀波浦
銀波浦（ぎんぱうら）は、香川県小豆郡土庄町にある観光地。
干潮時に海の中から現れる、恋人の聖地エンジェルロードがあることで知られる。